# Vertolaye
Vertolaye – miejscowość i gmina we Francji, w regionie Owernia-Rodan-Alpy, w departamencie Puy-de-Dôme.
Według danych na rok 1990 gminę zamieszkiwało 609 osób, a gęstość zaludnienia wynosiła 57 osób/km² (wśród 1310 gmin Owernii Vertolaye plasuje się na 347. miejscu pod względem liczby ludności, natomiast pod względem powierzchni na miejscu 784.).